# Ilha Astrolabe

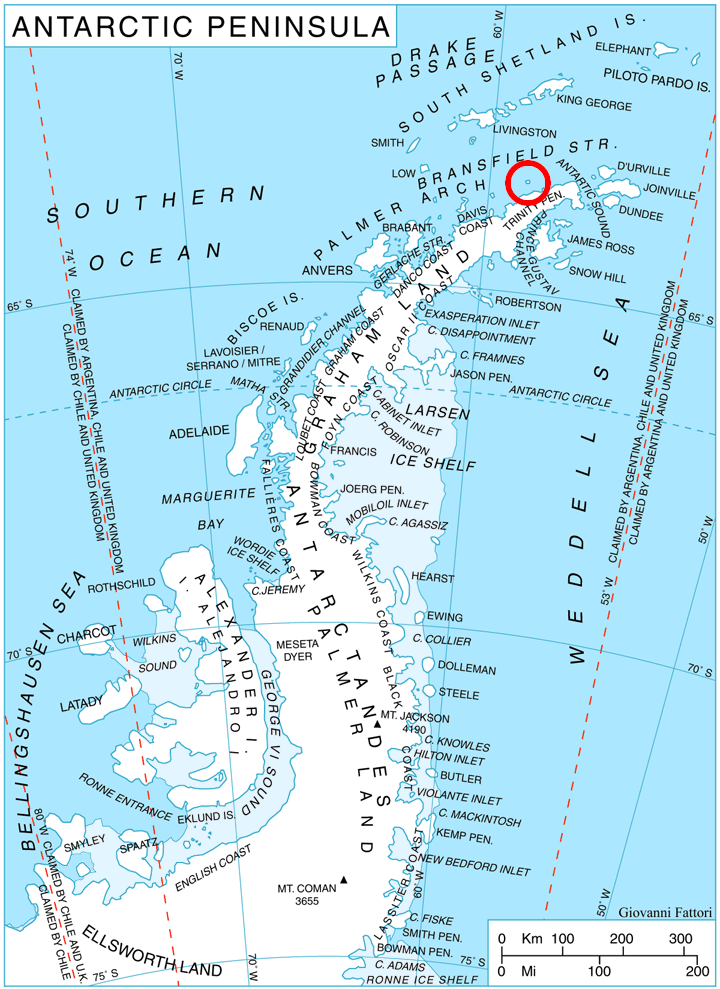
Localização da Ilha Astrolabe.

Ilha Astrolabe (63° 19′ S, 58° 41′ O) é uma ilha de 3 milhas (4.8 km) de comprimento, estando no Estreito de Bransfield, 14 milhas (22 km) a noroeste do Cabo Ducorps, Península Trinity. Descoberta pela expedição francesa, 1837-40, sob o comando do Capitão Jules Dumont d'Urville, a ilha recebeu seu nome pelo navio da expedição líder, o Astrolabe.